# Репнины-Оболенские
Репнины́-Оболенские (Репнины) — русский княжеский род, Рюриковичи, из числа потомков Михаила Всеволодовича (ветвь князей Оболенских).
Род внесён в Бархатную книгу. При подаче документов (1 февраля 1686) для внесения рода в Бархатную книгу была предоставлена родословная роспись князей Репниных, а также боярин, князь Иван Борисович Репнин с сородичами, князем Константином Осиповичем Щербатовым и князем Михаилом Ивановичем Лыковым выступил с протестом (3 мая 1688) против внесения родословия князей Волконских в Бархатную книгу в главу Черниговских князей.

## Происхождение и история рода
Род князей Репниных происходит от князей Черниговских. Родоначальник — князь Иван Михайлович Оболенский по прозвищу Репня (XVIII колено от Рюрика) — († 1523). Его потомки назывались Репнины-Оболенские или просто Репнины
Последний мужской представитель рода генерал-фельдмаршал князь Николай Васильевич († 1801), хотя многие были убеждены, что его внебрачным сыном является князь Адам Юрий Чарторыйский. Александр I велел передать фамилию сыну дочери Репнина, князю Волконскому:

«В ознаменование отличного нашего уважения к воинским и гражданским подвигам покойного генерал-фельдмаршала князя Репнина, в память добродетели его и любви к отечеству, коими в мире и на войне, и на службе, и в уединении, до самого конца жизни своей, был он преисполнен, и в свидетельство, что истинные заслуги никогда не умирают, но, живя в признательности всеобщей, переходят из рода в род, согласно желанию его, ближним его родственникам и нам самим известному, соизволяем, чтобы родной его внук, от дочери его рождённый, полковник князь Николай Волконский принял фамилию его и отныне потомственно именовался князем Репниным. Да род князей Репниных, столь славно отечеству послуживший, с кончиною последнего в нём не угаснет, но, обновляясь, пребудет с именем и примером его в незабвенной памяти российского дворянства»— 
Родовой усыпальницей князей Репниных-Оболенских является Пафнутьево-Боровский монастырь, в котором упокоились многие члены рода.

## Геральдика
Изображённый в первой части герба ангел указывает на происхождение князей Репниных от князей киевских. Помещенный во второй части орел указывает на происхождение князей Репниных от князей черниговских. Происхождение помещенных в третьей части птиц не выяснено. Близкое по характеру изображение двух птиц по сторонам растения восточного происхождения часто встречались на печатях XIII—XIV веков. Такое изображение было на печати князя Константина Ивановича Оболенского (1386), прямого предка в десятом колене князя Николая Васильевича Репнина. Факт этот, конечно, должно считать лишь интересным совпадением. Изображение птицы было также на печати князя Константина Юрьевича Оболенского конца XIII—XIV веков.

## Известные представители[4][8][9]
| №                  | Имя, Отчество                                       | № отца | Примечания                                                                      |
| ------------------ | --------------------------------------------------- | ------ | ------------------------------------------------------------------------------- |
| Поколение I        |                                                     |        |                                                                                 |
| 1                  | Оболенский Иван Михайлович Репня (ум. 1523)         |        | Родоначальник                                                                   |
| Поколение II       |                                                     |        |                                                                                 |
| 2                  | Репнин Василий Иванович Большой (ум. 1546)          | 1      |                                                                                 |
| 3                  | Репнин Пётр Иванович (ум. 1546)                     | 1      |                                                                                 |
| 4                  | Репнин Василий Иванович Меньшой (ум. после 1537)    | 1      |                                                                                 |
| Поколение III      |                                                     |        |                                                                                 |
| 5                  | Репнин Михаил Петрович (ум. 1565)                   | 3      | Стольник, боярин и воевода.                                                     |
| 6                  | Репнин Юрий Петрович                                | 3      | Воевода                                                                         |
| 7                  | Репнин Андрей Васильевич                            | 4      |                                                                                 |
| Поколение IV       |                                                     |        |                                                                                 |
|                    | княжна Елена Михайловна                             | 5      | Замужем за будущим царём Василием Ивановичем Шуйским                            |
|                    | княжна Анна Михайловна                              | 5      | Девица (1578).                                                                  |
| 8                  | Репнин Александр Андреевич                          | 7      | Воевода                                                                         |
| Поколение V        |                                                     |        |                                                                                 |
| 9                  | Репнин Пётр Александрович (ум. 1643)                | 8      | Боярин                                                                          |
| 10                 | Репнин Борис Александрович (ум. 1670)               | 8      | Боярин и воевода                                                                |
| Поколение VI       |                                                     |        |                                                                                 |
| 11                 | Репнин Иван Петрович                                | 9      | Вотчинник Венёвского уезда (1643).                                              |
|                    | княжна Анна Петровна                                | 9      | Вотчинница Венёвского уезда (1643).                                             |
| 12                 | Репнин Иван Борисович (1617—1697)                   | 10     | Боярин и воевода                                                                |
| 13                 | Репнин Афанасий Борисович (ум. 1683)                | 10     | Стольник                                                                        |
|                    | княжна Вера Борисовна                               | 10     | Сделала вклад (митру) в Троице-Сергиев монастырь (1673).                        |
| Поколение VII      |                                                     |        |                                                                                 |
| 14                 | Репнин Андрей Иванович (ум. 1666)                   | 12     |                                                                                 |
| 15                 | Репнин Аникита Иванович                             | 12     | Генерал-фельдмаршал                                                             |
| 16                 | Репнин Андрей Иванович (ум. 1699)                   | 12     | Комнатный стольник                                                              |
|                    | княжна Степанида Ивановна                           | 12     | Жена князя Василия Петровича Урусова                                            |
| Поколение VIII     |                                                     |        |                                                                                 |
| 17                 | Репнин Василий Аникитич (1696—1748)                 | 15     | Генерал-адъютант                                                                |
| 18                 | Репнин Иван Никитич                                 | 15     | Полковник                                                                       |
| 19                 | Репнин Юрий Никитич (ум. 1744)                      | 15     | Генерал-лейтенант. Выборгский губернатор.                                       |
| 20                 | Репнин Сергей Никитич                               | 15     | Помещик Коломенского уезда (1714).                                              |
|                    | княжна Анна Никитична                               | 15     | В 1-м браке за князем Б. Ф. Хованским, во 2-м — за Ф. П. Хованским              |
|                    | Репнинские                                          | 15     |                                                                                 |
| Поколение IX       |                                                     |        |                                                                                 |
| 21                 | Репнин Николай Васильевич (1734—1801)               | 17     | Генерал Фельдмаршал. Последний представитель рода князей Репниных.              |
| 22                 | Репнин Пётр Васильевич (1744—?)                     | 17     | Подполковник                                                                    |
|                    | княжна Прасковья Васильевна                         | 17     | Жена Петра Петровича Нарышкина                                                  |
|                    | княжна Мария Васильевна                             | 17     | Упомянута (1750)                                                                |
| 23                 | Репнин Пётр Иванович                                | 18     | Генерал-аншеф                                                                   |
| 24                 | Репнин Сергей Иванович (ум. 1761)                   | 18     | Статский советник                                                               |
| 25                 | Репнин Александр Юрьевич                            | 19     | Слабоумный                                                                      |
| Поколение X        |                                                     |        |                                                                                 |
|                    | княжна Александра Николаевна                        | 21     | Жена князя Григория Семёновича Волконского                                      |
|                    | княжна Прасковья Николаевна                         | 21     | Жена князя Фёдора Николаевича Голицына                                          |
|                    | княжна Дарья Николаевна                             | 21     | Фрейлина, жена барона Келенберга                                                |
| Репнины-Волконские |                                                     |        |                                                                                 |
| Поколение XI       |                                                     |        |                                                                                 |
| 26                 | Репнин-Волконский Николай Григорьевич               |        | Повелено принять герб и фамилию деда и именоваться потомственно князем Репниным |
| Поколение XII      |                                                     |        |                                                                                 |
| 27                 | Репнин(-Волконский) Василий Николаевич              | 26     | Коллежский асессор                                                              |
|                    | княжна Александра Николаевна                        | 26     | Жена Александра Григорьевича Кушелева-Безбородко                                |
|                    | княжна Варвара Николаевна (ум. 1891)                | 26     | Написала воспоминания о Н. В. Гоголе                                            |
| 28                 | Репнин(-Волконский) Александр Николаевич (ум. 1812) | 26     |                                                                                 |
| 29                 | Репнин(-Волконский) Григорий Николаевич (ум. 1812)  | 26     |                                                                                 |
|                    | княжна Софья Николаевна (ум. 1811)                  | 26     |                                                                                 |
|                    | княжна Елизавета Николаевна                         | 26     | Жена Павла Ивановича Кривцова                                                   |
| Поколение XIII     |                                                     |        |                                                                                 |
| 30                 | Репнин(-Волконский) Николай Васильевич (1834—1918)  | 27     | Киевский губернский предводитель дворянства, член Государственного Совета       |
| 31                 | Репнин(-Волконский) Пётр Васильевич (ум. 1856)      | 27     |                                                                                 |
| 32                 | Репнин(-Волконский) Василий Васильевич (1839—?)     | 27     |                                                                                 |
|                    | княжна Варвара Васильевна                           | 27     | Жена Василия Алексеевича Капниста                                               |
| Поколение XIV      |                                                     |        |                                                                                 |
| 33                 | Репнин(-Волконский) Вадим Николаевич                | 30     |                                                                                 |
|                    | княжна Ольга Николаевна                             | 30     | Жена герцога Георгия Николаевича Лейхтенбергского                               |